# 雙槓屈臂支撐

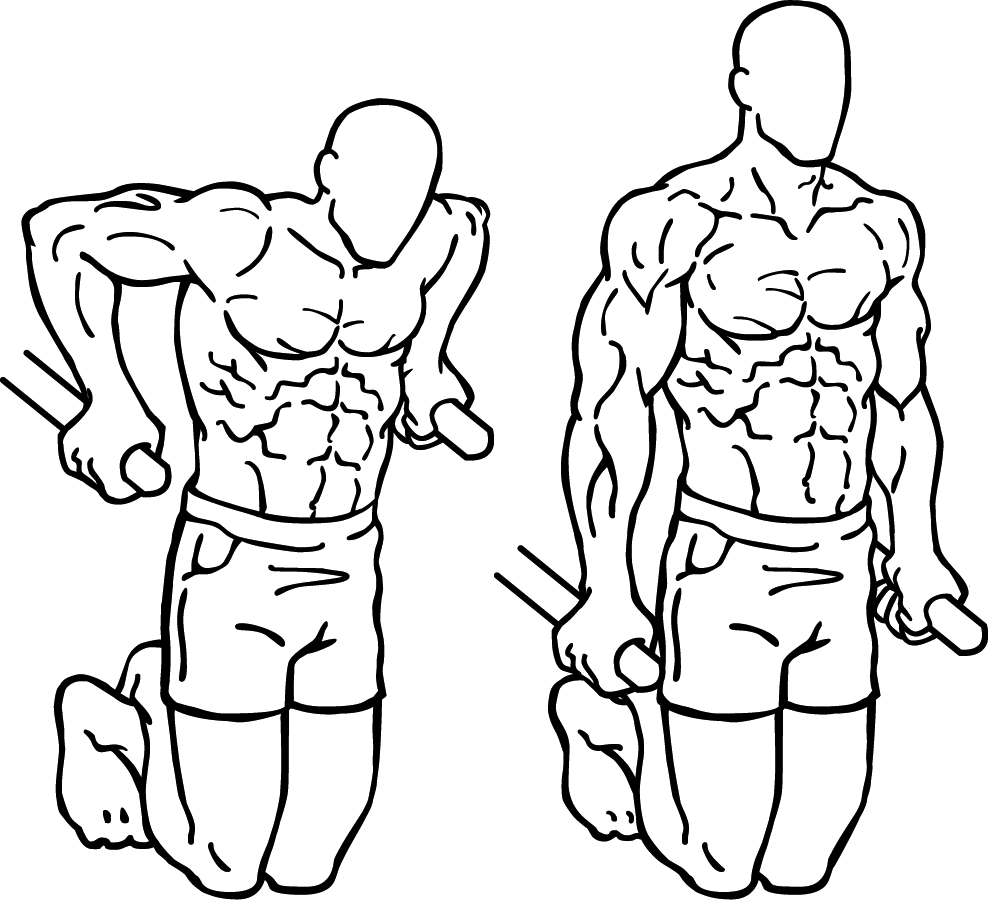
雙杠屈臂支撐

雙杠屈臂支撐——身体前倾時，手肘向外，肩胛骨內收，训练重点是胸肌下部；身体垂直時，手肘內收，訓練重點是肱三頭肌，並都會同時鍛鍊到前三角肌的部分。與引體上升一樣，可以按照鍛鍊者的程度，以鐵餅增加重量或者輔以機械減少重量。